# Adicella lampito
Adicella lampito är en nattsländeart som beskrevs av Schmid 1994. Adicella lampito ingår i släktet Adicella och familjen långhornssländor. Inga underarter finns listade i Catalogue of Life.